# NGC 1817
NGC 1817 je otvoreni skup u zviježđu Biku. 

## Vanjske poveznice
- SEDS: NGC 1817